# Parapodrilus
Parapodrilus är ett släkte av ringmaskar som beskrevs av Westheide 1965. Parapodrilus ingår i familjen Dorvilleidae.
Kladogram enligt Catalogue of Life och Dyntaxa:
| Parapodrilus | \| \| Parapodrilus indicus \| \| \| \| \| \| Parapodrilus psammophilus \| \| \| \| |
|              | \| \| Parapodrilus indicus \| \| \| \| \| \| Parapodrilus psammophilus \| \| \| \| |
|              | Parapodrilus indicus                                                               |
|              |                                                                                    |
|              | Parapodrilus psammophilus                                                          |
|              |                                                                                    |